# Dermatologija
Dermatologija je učenje o koži i njenim bolestima, ali je i medicinska znanost o medicinskim te kirurškim stanovištima. Naziv dolazi od riječi dermologie (francuski jezik, 1764.), a kasnije od dermatologia (latinski jezik, 1777.).

## Povijest
Promjene na koži su bile oduvijek poznate i neke od njih su se mogle izliječiti, neke pak nisu. Prva velika škola za dermatologiju otvorena je 1801. godine u poznatoj bolnici Hôpital Saint-Louis u Parizu, a prve knjige (Willan's, 1798. – 1808.) i atlasi (Alibert's, 1806. – 1814.) su tiskani tijekom istog perioda.

## Podspecijalnosti

### Kozmetička dermatologija
Dermatolozi su vodeći stručnjaci u polju kozmetičke kirurgije. U okviru ove specijalnosti tretira se veliki broj osoba između ostalog s botoksom i laserskom kirurgijom. Neki dermatolozi izvode i manje kozmetičke zahvate poput liposukciju i podizanje lica.

### Imunitetna dermatologija
Ova je specijalnost usmjerena prema bolestima kože poput lupusa i pemphigus vulgaris.

### Dječja dermatologija
Liječnici se kvalificiraju za ovu specijalnost kombinirajući pedijatriju i kožne bolesti. Ova oblast obuhvaća kompleksne bolesti kod novorođenčadi i nasljedne kožne bolesti.